# تسیافاجاوونا آنکاراترا
تسیافاجاوونا آنکاراترا (به لاتین: Tsiafajavona Ankaratra) یک منطقهٔ مسکونی در ماداگاسکار است که در بخش امباتولامپی واقع شده‌است. تسیافاجاوونا آنکاراترا ۱۵٬۰۰۰ نفر جمعیت دارد و ۱٬۶۰۳ متر بالاتر از سطح دریا واقع شده‌است.